# Нові Грядки
Нові Грядки (біл. вёска Новые Грядзькы) — село в складі Смолевицького району Мінської області, Білорусь. Село підпорядковане Жодинській сільській раді, розташоване в центральній частині області.